# Eishockey in Bitburg
Das Eishockey in Bitburg in Rheinland-Pfalz ist vor allem durch den ESV Bitburg bekannt, der in der Saison 1994/95 in der drittklassigen 2. Liga Nord spielte. In der Saison 2019/20 spielen die Eifel-Mosel Bären aus Bitburg in der Hessenliga, wobei sich die Bären als gemeinsame Mannschaft Bitburgs und Triers verstehen.

## Geschichte
Der ESV Bitburg wurde 1978 gegründet. Er spielte seit 1984 in der Rheinland-Pfalz-Liga. 1994 konnte man die Liga gewinnen und nahm an der Aufstiegsrunde zur Regionalliga Nord teil, wo man den 5. Platz von acht Mannschaften belegte. Dadurch qualifizierte man sich für die nun 2. Liga Nord genannte Liga. Die Vorrunde der Saison 1994/95 beendete man auf den letzten Platz, in der Qualifikationsrunde konnte man jedoch die Klasse halten, zog sich jedoch vor Saisonbeginn zurück.
Als EV Bitburg startete man 2000 in der Bezirksliga Rheinland-Pfalz. Ab 2001/02 spielte man in der Landesliga Rheinland-Pfalz (die Liga änderte dabei mehrmals den Namen). In der Saison 2004/05 nahm man an der Regionalliga Hessen (vierthöchste Spielklasse) teil. Dabei belegte man den 5. Platz von acht Mannschaften. Nach der Spielzeit zog man sich in die Landesliga zurück.
2006 bis 2008 nahm man an der Landesliga Hessen teil, 2008/09 an der Landesliga NRW, wobei man in allen drei Spielzeiten Meister wurde. Von 2010 bis 2012 gewann man jeweils die Rheinland-Pfalz-Meisterschaft.
2014 wurde der Bitburger ESV gegründet. Dessen Mannschaften treten unter dem Namen Eifel-Mosel Bären und verstehen sich als gemeinsame Mannschaften Bitburgs und Triers, nachdem die Eishalle in Trier 2009 geschlossen wurde. Von 2014 bis 2016 konnten die Bären erneut dreimal in Folge die Rheinland-Pfalz-Meisterschaft gewinnen. Seit 2016 spielt man in der Hessenliga und teilweise parallel in der Rheinland-Pfalz-Liga.

## Stadion
Die Eissporthalle Bitburg am Bitburger Südring hat ein Fassungsvermögen von 1000 Zuschauern. Eröffnet wurde sie 1982.
Sie dient neben den Eifel-Mosel Bären unter anderem auch dem ESC Plätt Devils Trier als Heimstadion.